# Сан Ђузепе Везувијано
Сан Ђузепе Везувијано (итал. San Giuseppe Vesuviano) је насеље у Италији у округу Напуљ, региону Кампанија.
Према процени из 2011. у насељу је живело 26888 становника. Насеље се налази на надморској висини од 106 м.

## Становништво
| 1931.  | 1936.  | 1951.  | 1961.  | 1971.  | 1981.  | 1991.  | 2001.  | 2011.  |
| ------ | ------ | ------ | ------ | ------ | ------ | ------ | ------ | ------ |
| 12.330 | 13.658 | 17.642 | 20.584 | 22.342 | 23.660 | 26.336 | 24.531 | 27.467 |